# Arturo Paredes
Pour les articles homonymes, voir Paredes.
Arturo Paredes, de son nom complet Arturo Félix Emilio Paredes Álvarez (né le 6 octobre 1913 à Callao au Pérou et mort à une date inconnue) est un footballeur international péruvien, qui évoluait au poste d'attaquant.

## Biographie

### Carrière en sélection
Avec l'équipe du Pérou, Paredes joue neuf matchs (pour un but inscrit) entre 1937 et 1939. 
Il figure dans le groupe des sélectionnés lors des championnats sud-américains de 1937 et de 1939. Il remporte la compétition en 1939.
Il participe également aux Jeux olympiques de 1936 organisés à Berlin (sans jouer de match lors de cette compétition).

## Palmarès
| Sport Boys - Championnat du Pérou (1) : - Champion : 1937. |  | Pérou - Championnat sud-américain (1) : - Vainqueur : 1939. |